# Mausoleu de Xeic Al Kamel
El Mausoleu de Xeic al-Kamil (en àrab: ضريح الشيخ الكامل), romanitzat com a Mausoleu de Xeic Al Kamel, també conegut com a Mausoleu del-Hadi ben Issa (ضريح الهادي بنعيسى), és un mausoleu situat a Meknés, al Marroc. Consta d'una zàuiya, una mesquita i el mausoleu de Mohammed al-Hadi ben Issa, fundador de l'orde sufí Isawiyya.

## Història

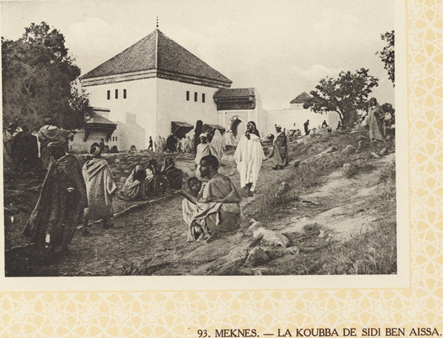
El mausoleu al. Observe-s'hi l'absència de minaret

El Mausoleu de Mohamed ben Issa, un destacat erudit aixarista i místic sufí, es va crear en el segle XVI. Més endavant, al 1776, el governant alauita, Mulay Muhammad III, va construir una estructura totalment nova al voltant de la tomba del sant. El minaret sembla un afegit posterior. En l'actualitat, el conjunt s'utilitza com a mesquita i mausoleu.

## Ús

### Celebració delMàwlid
La celebració del Màwlid, del naixement de Mahoma, té lloc en el mausoleu. Aquest festival és diferent d'uns altres Màwlids, perquè es realitza en l'estil únic Issawi. S'hi toquen instruments com ara el ta'raj, metall, flautes, tambors, trompetes, abans que els participants se submergisquen en una llarga sessió de dhikr i meditació. Tradicionalment, es mengen dàtils durant la celebració.

### Rituals
Ací se celebren els rituals de l'orde Issawi. El mausoleu és també el punt focal d'un mussim anual (un tipus de festival religiós sufí). A diferència del Mawlid, el festival ací era de naturalesa brutal i conegut històricament per les seues exhibicions d'amputació. Els rituals religiosos del festival s'entrellacen amb celebracions musicals i alegres que a voltes són violentes, com ara rebolcar-se i beure sang de sacrificis animals.
El mausoleu es va fer conegut per l'afluència d'homosexuals i transsexuals de la zona, tot i ser al Marroc l'homosexualitat il·legal. El govern ha intentat reprimir el sorgiment de rituals en què participen homosexuals i transsexuals (entre els quals s'inclouen cerimònies de matrimoni homosexual) dins de l'edifici. Aquests homosexuals afirmaven ser descendents d'Àïxa, una altra santa patrona de Meknés. El 2010, una desena de presumptes homosexuals foren detinguts i cinc en foren presentats davant la Fiscalia.

## Galeria

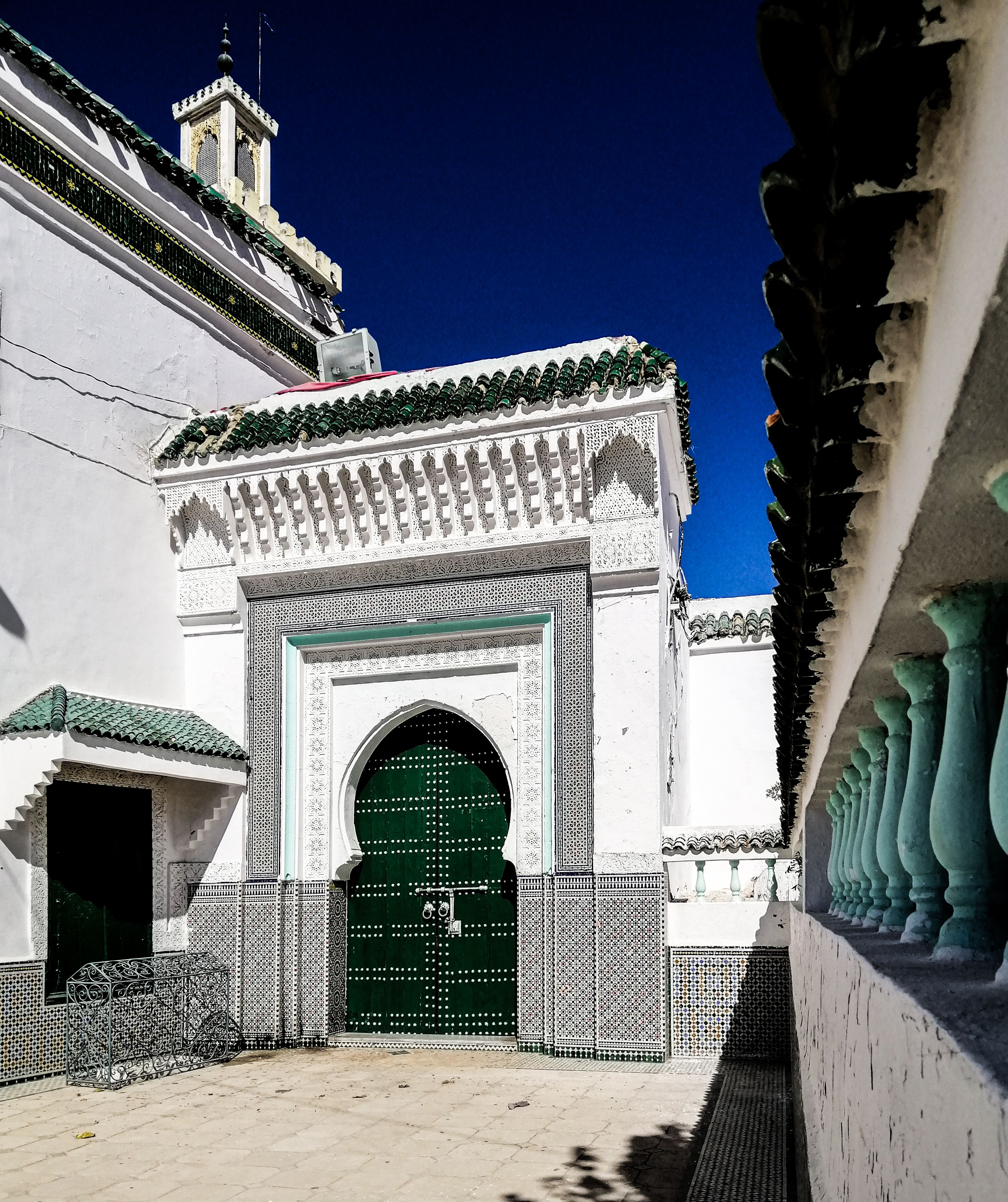
L'entrada al mausoleu
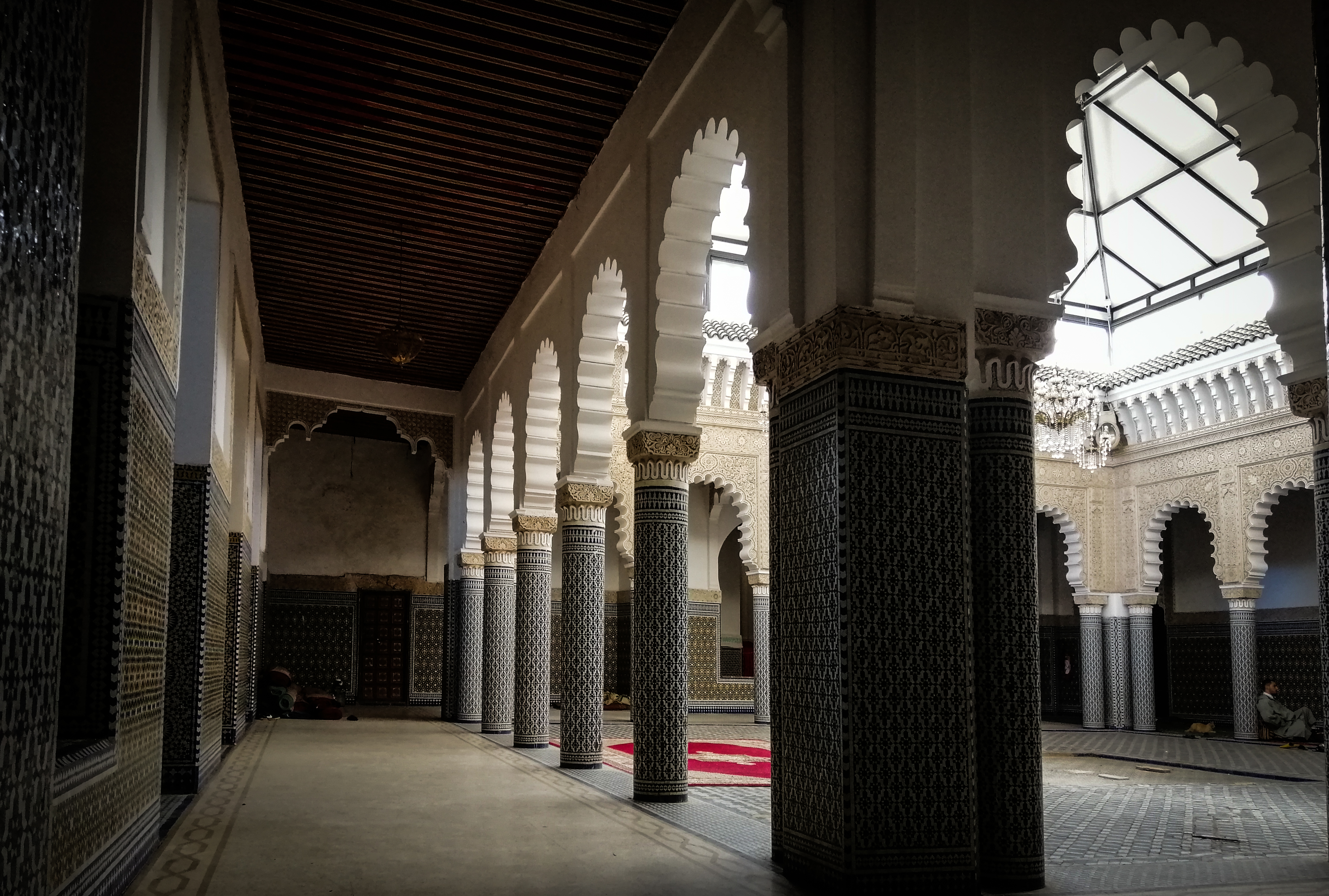
El pati, cobert amb un  sostre de vidre
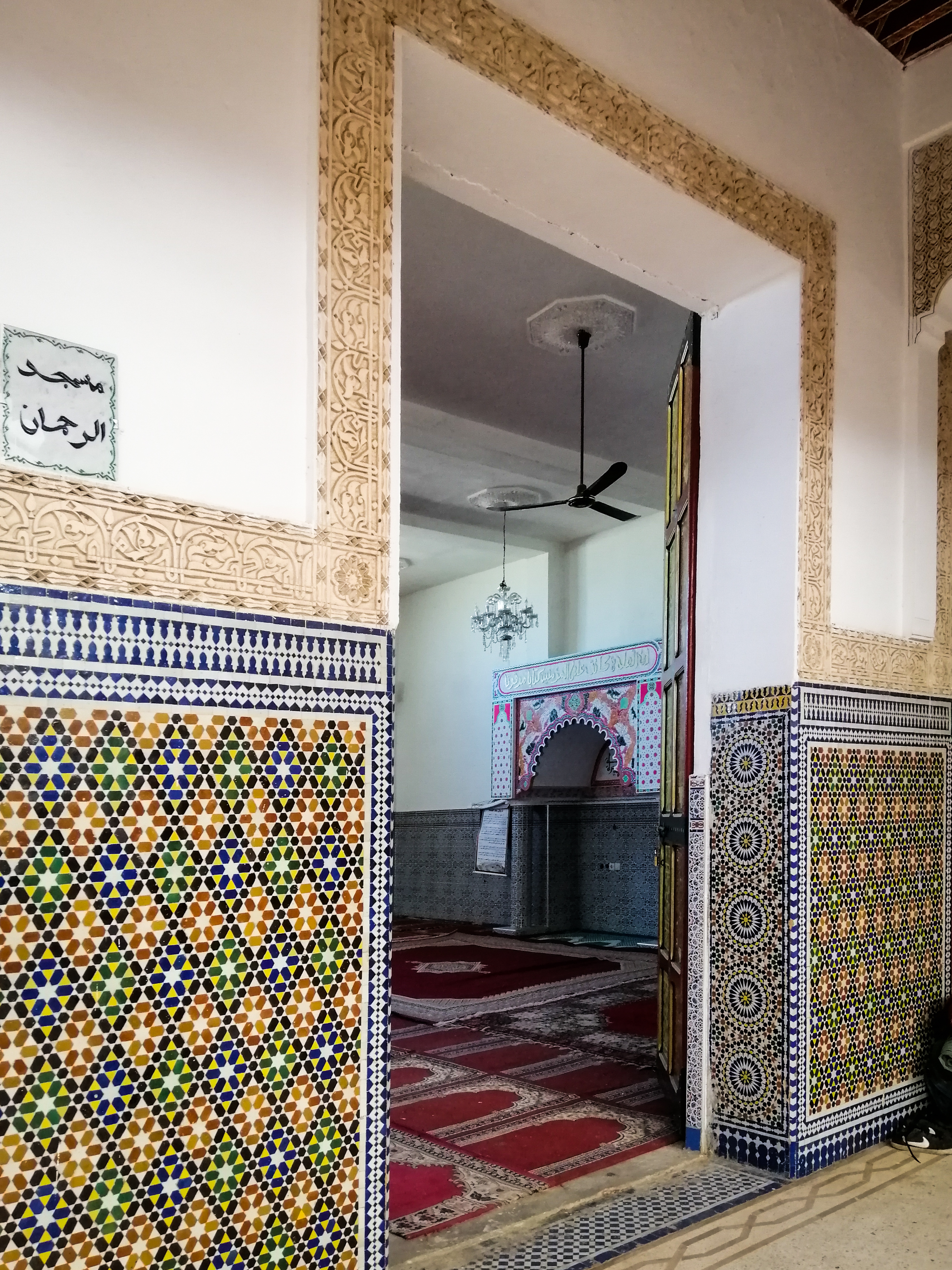
Porta i entrada a la sala de pregària
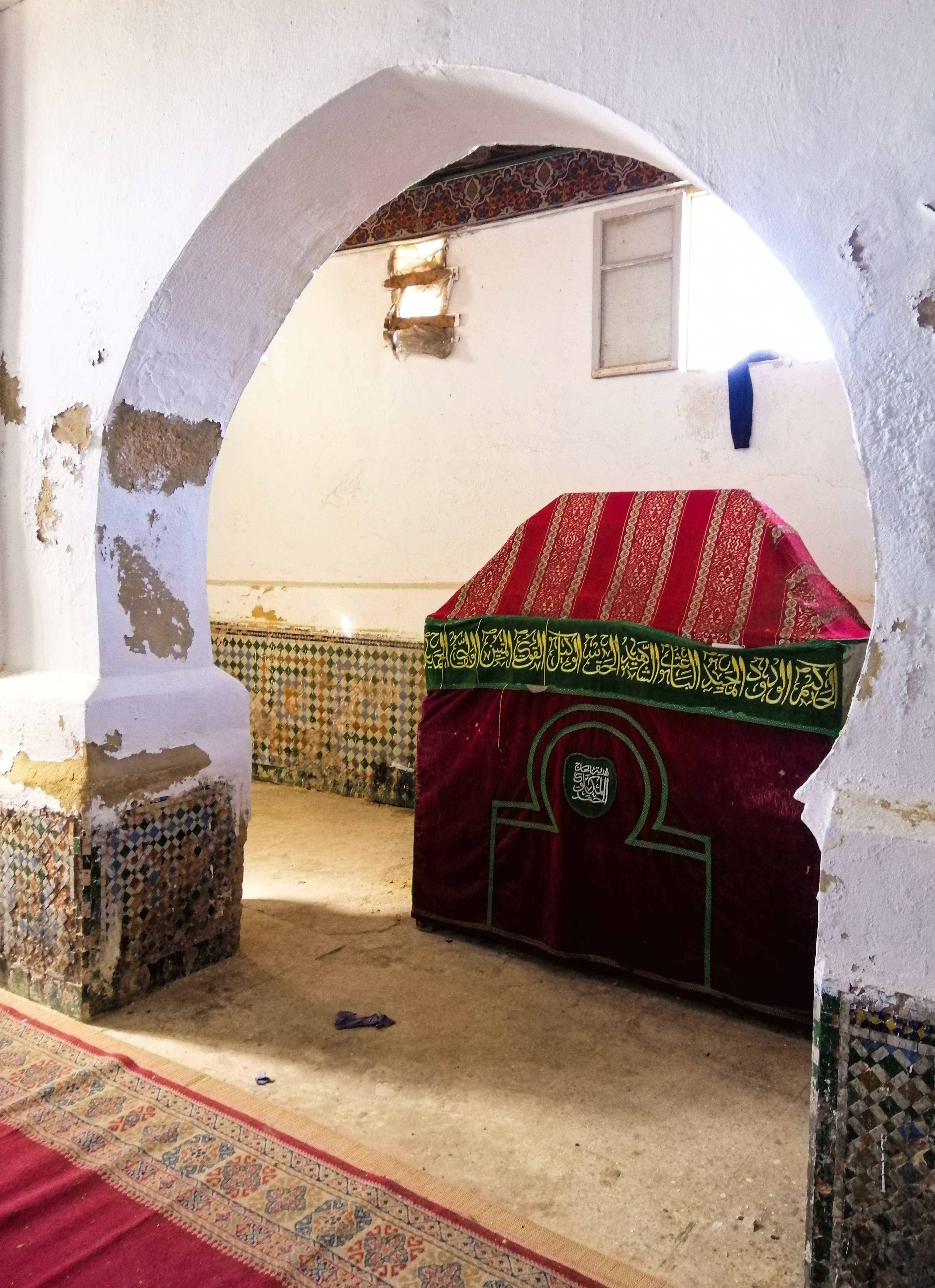
La tomba d'un descendent de Mohammed Al-Hadi ben Issa
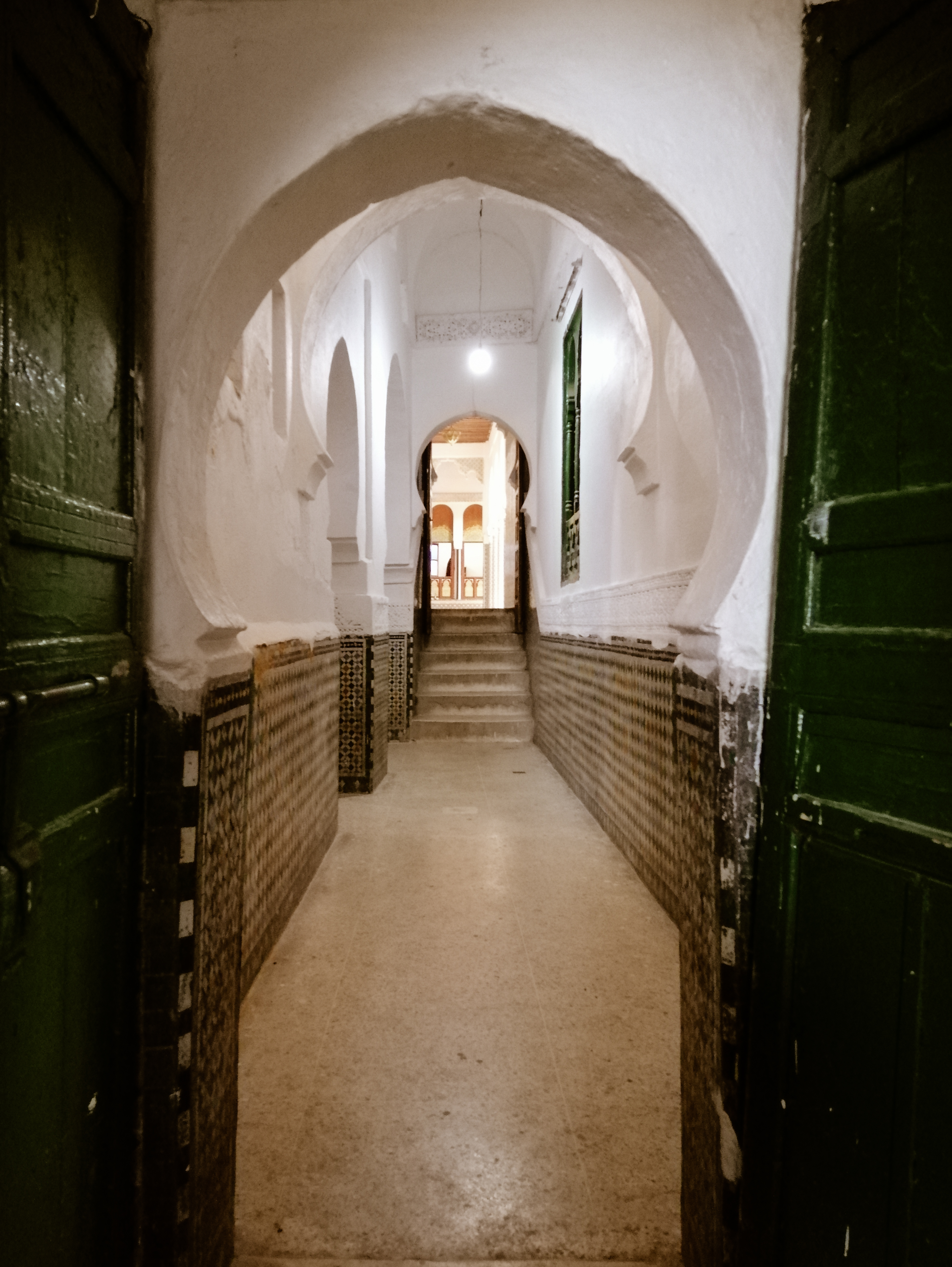
Corredor
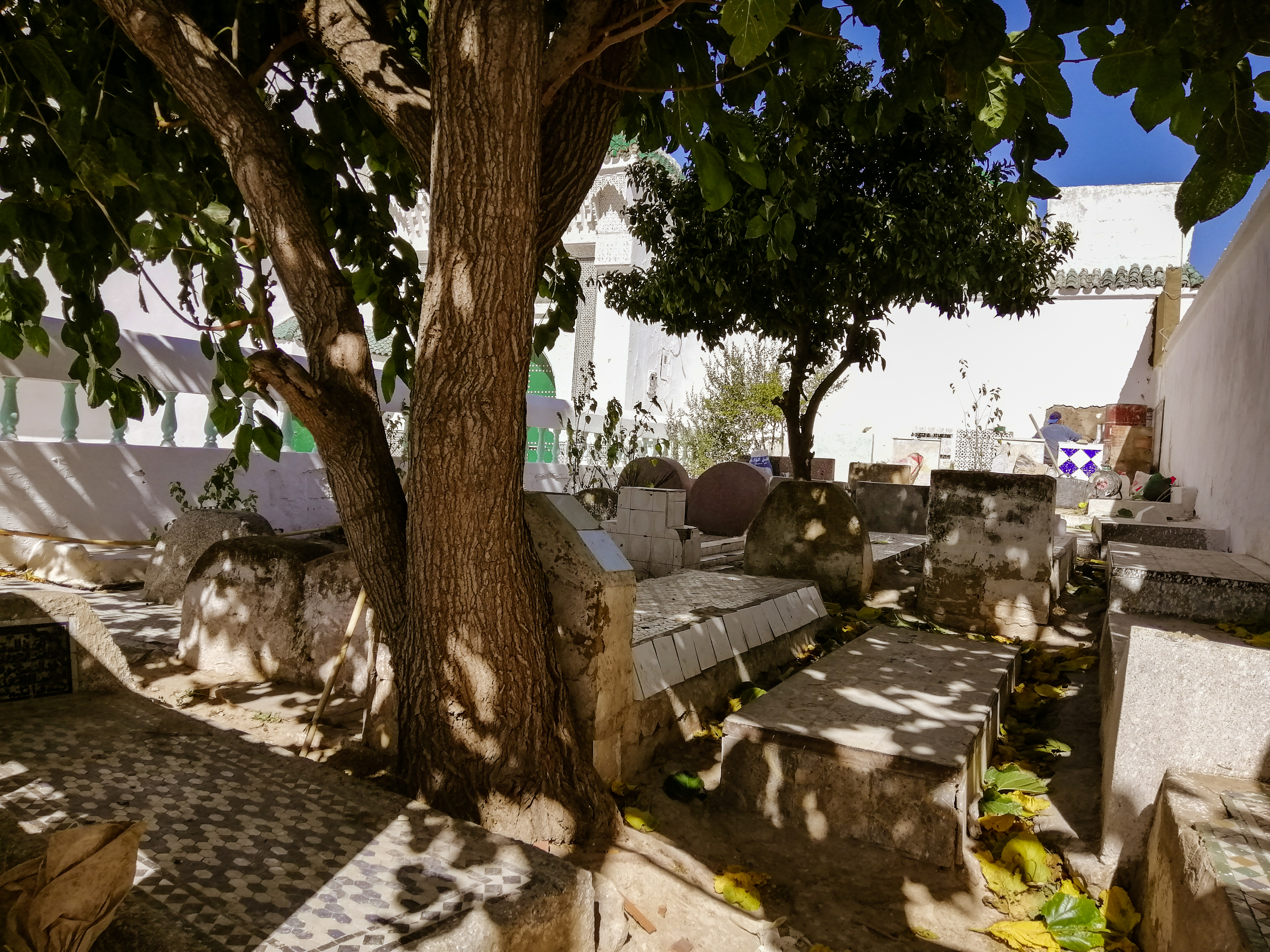
Tombes de plebeus, darrere del mausoleu